# Tukhchiev Knoll
Der Tukhchiev Knoll (wahlweise auch Tuhchiev Knoll und Kuzman Knoll, bulgarisch Могила Кузманова Mogila Kusmanowa, deutsch ‚Kusmanow-Hügel‘) ist ein einzelner, vereister und 630 m hoher Hügel im Osten der Livingston-Insel im Archipel der Südlichen Shetlandinseln. Er ragt rund 1,3 km östlich der Mitte des Wörner Gap, 3,6 km ostnordöstlich des Plíska Ridge, 4,3 km nordnordöstlich des Mount Friesland und 2,9 km südöstlich des Mount Bowles auf. Er stellt eine weithin sichtbare Landmarke oberhalb des Huron- und des oberen Perunika-Gletschers dar.
Bulgarische Wissenschaftler benannten ihn 1996 nach Kusman Tuchtschijew, Teilnehmer an einer von 1993 bis 1994 durchgeführten bulgarischen Antarktisexpedition und Leiter der St.-Kliment-Ohridski-Station in zwei aufeinanderfolgenden antarktischen Sommerkampagnen zwischen 1994 und 1996. Das UK Antarctic Place-Names Committee übertrug die Benennung 1997 unter Verwendung des Familiennamens ins Englische.